# スーシュカ

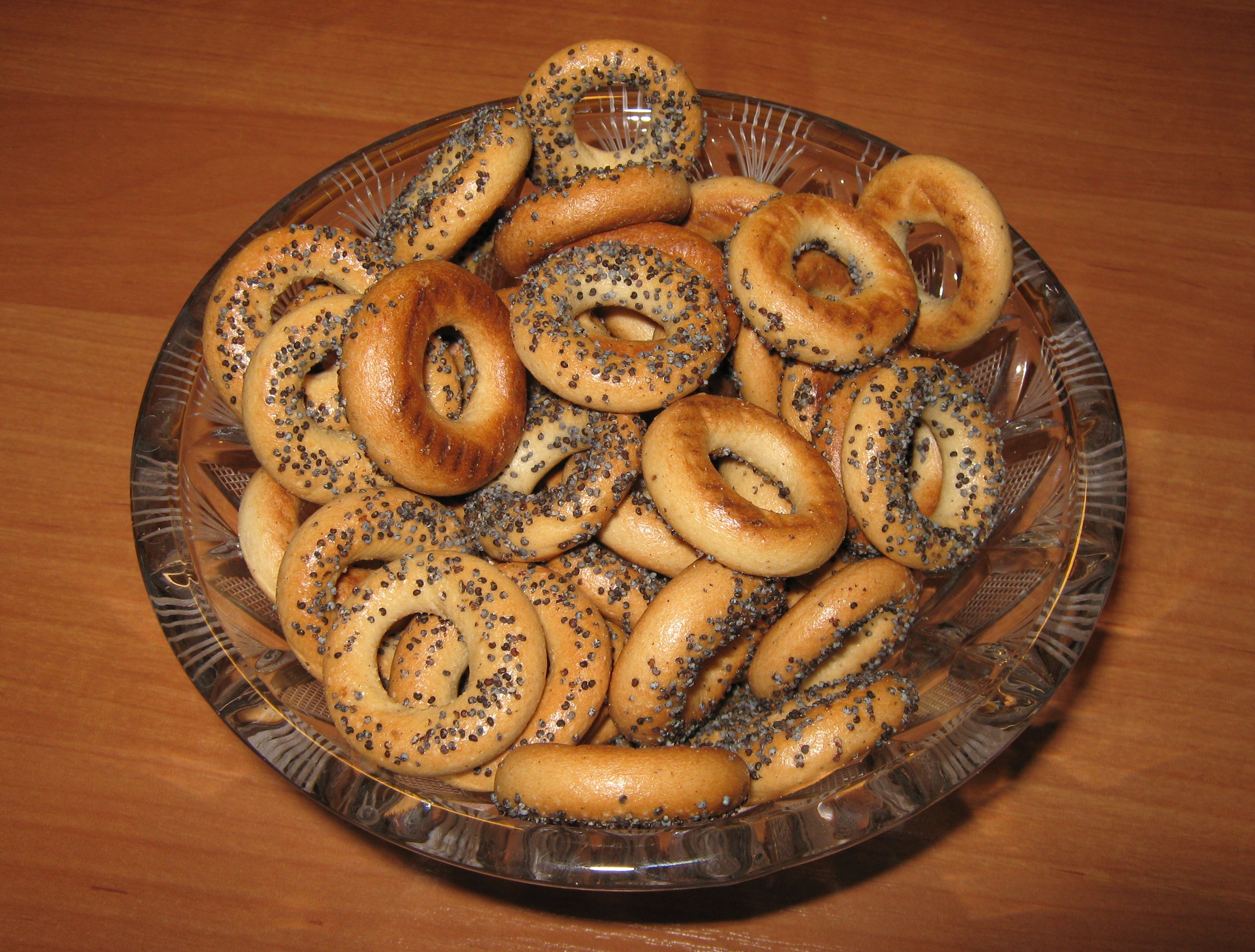
ケシの種を散らしたスーシュカ

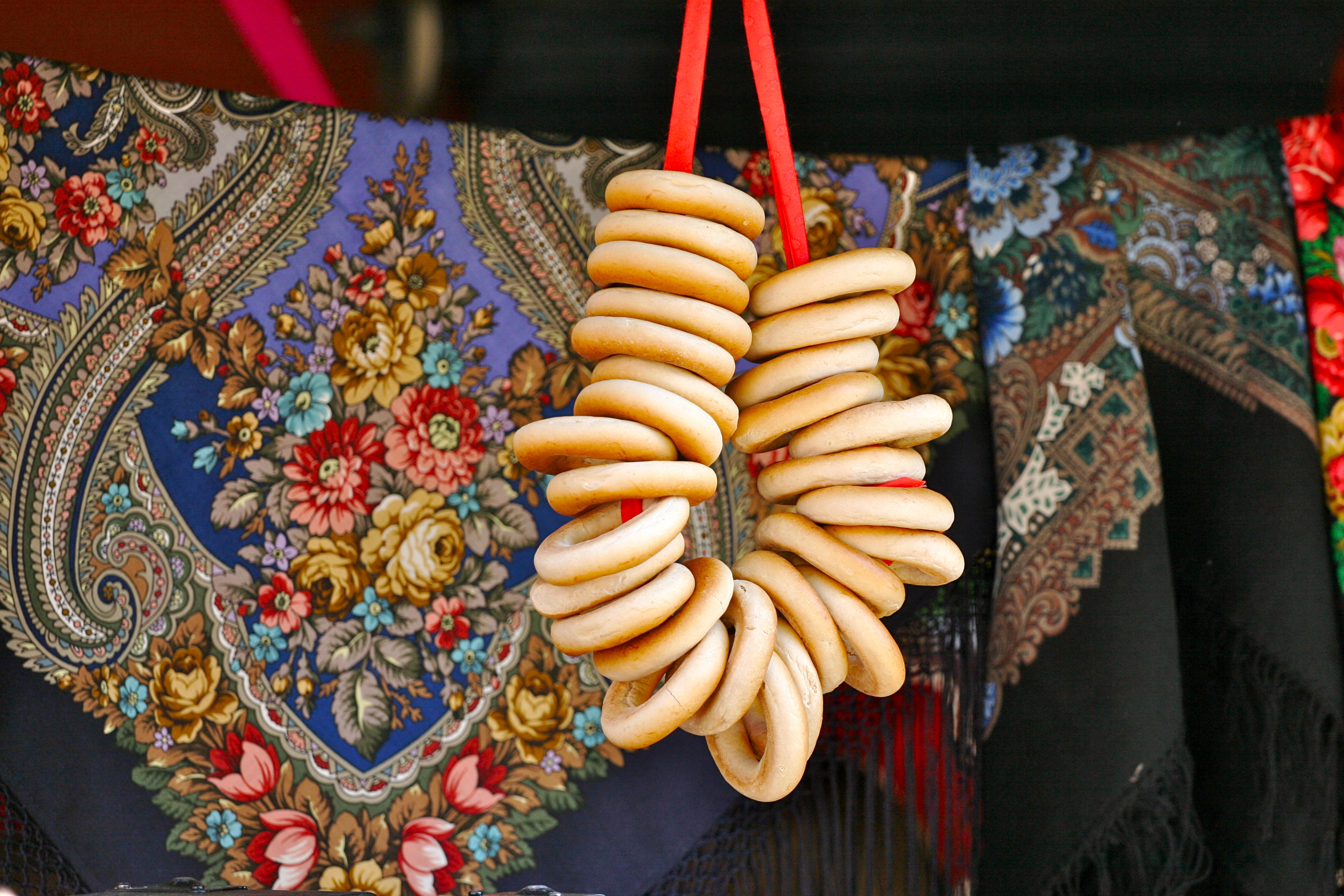
紐で繋がれたスーシュカ
伝統的な販売方法ではこうした括り方が用いられている

スーシュカ（単数形：ロシア語: су́шка; IPA: [ˈsuʂkʌ]、複数形：ロシア語: су́шки; IPA: [ˈsuʂkʲɪ]スーシュキ、ラテン文字表記：Sushka）は、ロシアのティータイムで出される伝統的な甘いパンである。スーシュカは小さく、バリバリとした食感で円環状をしたほんのり甘いパンであり、デザートとして食べることが多い。似たようなパンとして、ベーグルやブーブリク、バランカがある。パッケージされる前のスーシュカはロシアの食材を販売する市場で見かけることができる。スーシュカの上にケシの種をのせることもある。
スーシュカを作る際に一般的に使用される材料は小麦粉、卵、水、塩であり、これらを混ぜあわせて捏ねることで堅いパン生地にする。その後、パン生地を切って0.5cm程度の厚さの紐状にして円環状にし、沸騰させた砂糖水で短時間茹でた後にオーブンで焼いて完成となる。